# Resolución 72 del Consejo de Seguridad de las Naciones Unidas
La Resolución 72 del Consejo de Seguridad de las Naciones Unidas, adoptada el 11 de agosto de 1949, después de recibir un informe del Mediador interino de las Naciones Unidas en Palestina sobre el cumplimiento de sus responsabilidades, la ONU decidió rendir homenaje al difunto Conde Folke Bernadotte, al entonces actual Mediador interino Ralph J. Bunche y a los oficiales belgas, franceses, suecos y estadounidenses que sirvieron en el estado mayor y como observadores militares en Palestina.
La resolución se adoptó sin voto.